# Eurycratides
Eurycratides (tiếng Hy Lạp: Ευρυκρατίδης, tức là "vị vua sáng suốt") là Quốc vương xứ Sparta thuộc Vương triều Agis, ông lên nối ngôi báu vào khoảng năm 615 trước Công Nguyên. Ông là vị vua thứ 13 của dòng họ ông, kế vị vua cha Anaxander. Tên của ông bắt nguồn từ tiếng Hy Lạp: "Ευρύ" - "eury", nghĩa là "sáng suốt". Ông trị quốc trong cuộc chiến tranh tàn khốc với xứ Tegea Eurycratides được đề cập trong bộ sử "Historiai" của nhà sử học Herodotos Vào năm 590 trước Công Nguyên, Eurycratides được kế tục bởi con trai của ông là vua Leon.